# Win What Yesterday Lost
Win What Yesterday Lost è il terzo album in studio della cantante svizzera Martina Linn, pubblicato il 22 novembre 2019 su etichetta discografica Soundfarm Publishing.

## Tracce
1. Little Heartbreaker – 2:21
2. When The Curtains Finally Part – 3:01
3. I Will Run – 2:30
4. After the Snow – 3:41
5. Under My Rooftop – 2:37
6. Back to 1968 – 4:48
7. Win What Yesterday Lost – 3:46
8. Don't Let Me Fall in Love with You – 4:50
9. Joana – 3:14
10. Hailing Distance – 4:28

## Classifiche
| Classifica (2019) | Posizione massima |
| ----------------- | ----------------- |
| Svizzera          | 35                |